# Момков проход
Момков проход е планински проход (седловина) в Южна България и Северна Гърция, в най-южната част на планинския рид Жълти дял на Източните Родопи и е един от трите прохода свързващи България с Беломорска Тракия, съответно долината на река Върбица (десен приток на Арда) с долината на река Куру (ляв приток на Сушица, на гръцки Компсатос), вливаща се в Бяло море.
До 1944 г. проходът активно се е използвал за превоз на стоки, товари, хора и животни от България за Северна Гърция и обратно, но след това е изоставен и по границата ни е изградена охранителна мрежа, която функционира до промените от 1989 г. През 2006 – 2008 г. между кметовете на градовете Златоград в България и Ксанти в Гърция се водят усилени преговори за изграждане на модерна пътна връзка между двата града и построяване на ГКПП Златоград - Термес. След това започва изграждането на трасето и ГКПП и на 15 януари 2010 г. пътят и ГКПП тържествено са открити.
Сега по новия път проходът започва западно от град Златоград на 467 m н.в. и се насочва на юг, нагоре по северния склон на планинския рид Жълти дял. След 3,6 km достига седловината на 684 m н.в. на държавната ни граница, където е изграден новия, модерен ГКПП Златоград - Термес. От там, вече на гръцка територия, в посока югозапад е изграден също нов, но тесен път, който след около 7 km слиза в долината на река Куру (ляв приток на Сушица, на гръцки Компсатос), на 418 m н.в., в близост до гръцкото село Термес (Лъджа), от където продължава за град Ксанти и Беломорска Тракия.

## Топографска карта
- Лист от карта K-35-87. Мащаб: 1 : 100 000.